# Saint-Adrien-d'Irlande
| Saint-Adrien-d'Irlande       |                       |
|                              |                       |
| Coordenadas: 46°07'N 71°27'W |                       |
| Província                    | Quebec                |
| Região administrativa        | Chaudière-Appalaches  |
| Incorporado em               | 1 de janeiro de 1873  |
| Prefeito                     | Jonathan Leclair      |
|                              |                       |
| Área                         |                       |
| - Cidade                     | 52,78 km², 20,4 mi²   |
| Fuso horário                 | UTC -5                |
| População (2006)             |                       |
| - Cidade                     | 415                   |
| - Densidade                  | 8 hab/km², 20 hab/mi² |

Saint-Adrien-d'Irlande é uma municipalidade canadense do conselho  municipal regional de Les Appalaches, Quebec, localizada na região administrativa de Chaudière-Appalaches. Em sua área de pouco mais de 52 km², habitam cerca de quatrocentas pessoas. Foi nomeada em honra do Papa Adriano III.